# Ophiomastix asperula
Ophiomastix asperula är en ormstjärneart som beskrevs av Christian Frederik Lütken 1869. Ophiomastix asperula ingår i släktet Ophiomastix och familjen Ophiocomidae. Inga underarter finns listade i Catalogue of Life.